# Футбол в Джибути

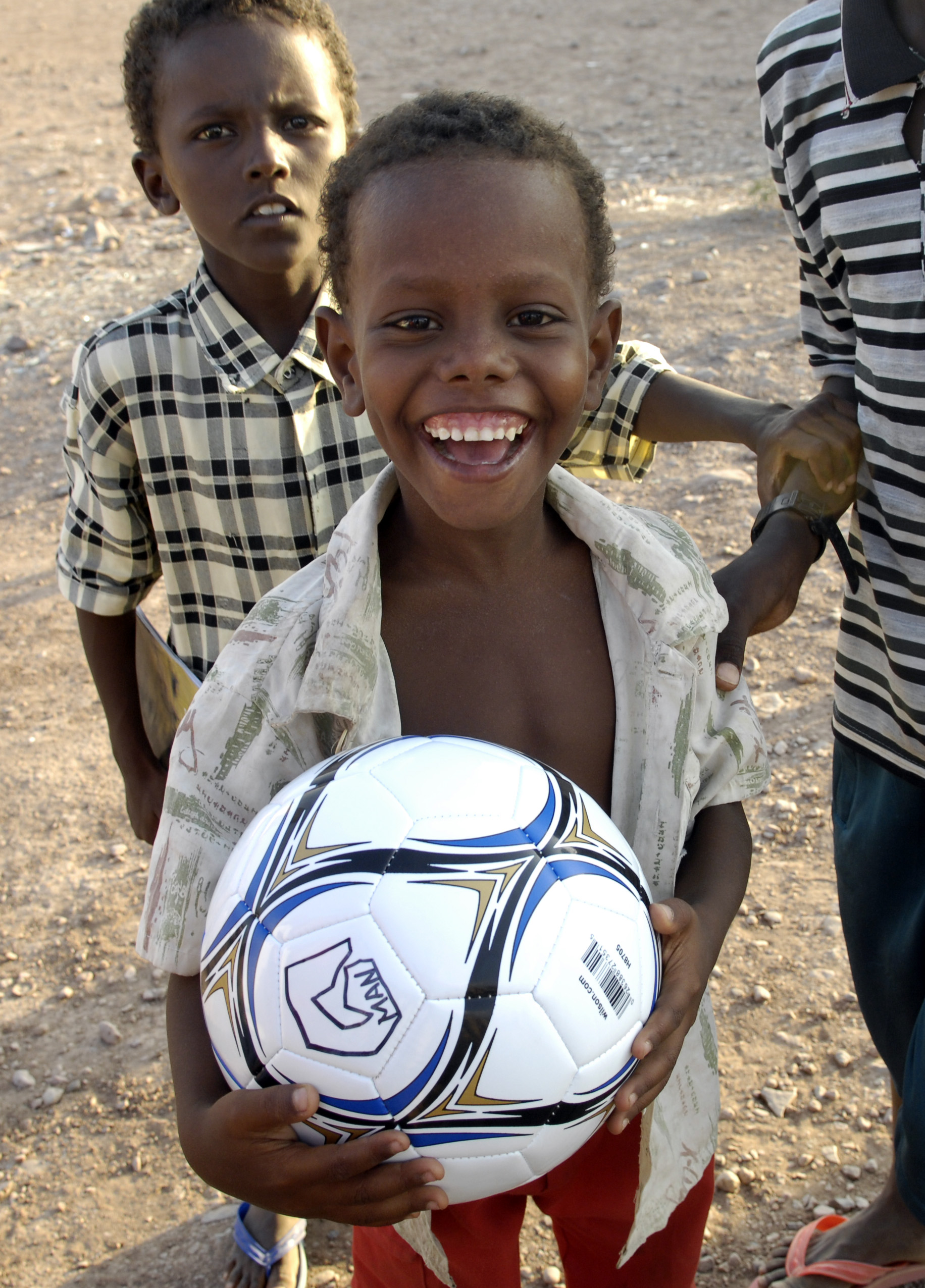
Юный джибутинец с мячом, 2006 год

Футбол является самым популярным видом спорта в Джибути. Джибутийская федерация футбола образована в 1979 году. С 1994 года Джибути является членом ФИФА и КАФ. В стране разыгрывается чемпионат, Кубок и Суперкубок среди мужчин, и аналогичные турниры среди женщин.
Джибутийские мужская и женская национальные сборные никогда не играли в финальных стадиях чемпионата мира и Кубка африканских наций. Наиболее успешным клубом по количеству побед в национальном чемпионате является «Али-Сабих Джибути Телеком», в активе которого 7 трофеев.
Структура джибутийского футбола по состоянию на сезон 2023/24 состояла из трёх лиг (Д1 — 10 команд, Д2 — 10 команд, Д3 — 8 команд).

## История
Футбол появился на территории Джибути во времена колониального правления, когда страна была французской колонией и являлась частью Французского берега Сомали. Известно, что в 1947 году сборная Французского Сомали провела свой первый матч против Эфиопии, завершившийся разгромным поражением со счётом 0:5. В 1977 году Джибути провозгласило независимость от Франции и спустя два года, в 1979 году, была основана Джибутийская федерация футбола. Джибути стало членом Африканской конфедерации футбола (КАФ) и ФИФА в 1994 году.

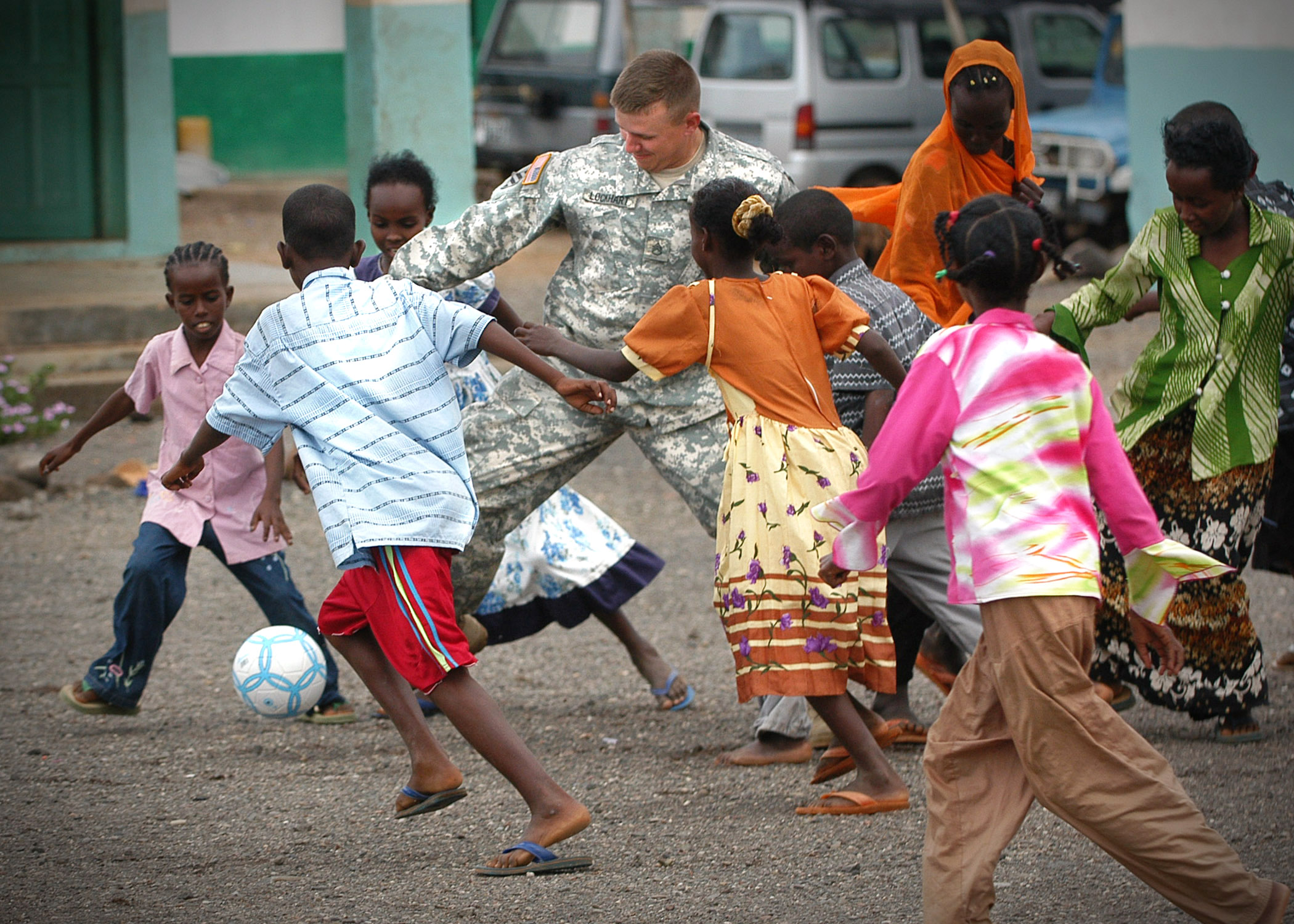
Американский военный играет в футбол с местными жителями

Кубок Джибути разыгрывается с 1983 года. Собственный национальный чемпионат в Джибути впервые был проведён в 1987 году, а его первым победителем стала команда «Этаблиссеман Мериль». Из-за политической нестабильности и гражданской войны между двумя этническими группами страны — исса и афар, в конце 1980-х и начале 1990-х чемпионат не проводился. Наибольшее число побед в турнире завоевал клуб «Али-Сабих Джибути Телеком», имеющий в своём активе 7 титулов (последний в сезоне 2017/18). Победители чемпионата и кубка страны в разное время с 1989 по 2022 год играли в матче за Суперкубок Джибути.
Сборная Джибути — одна из самых слабых команд на континенте, она никогда не выходила в основную стадию чемпионатов мира или Кубка африканских наций. Политическая нестабильность и протесты против президента Исмаила Омара Гелле привели к тому, что сборная не играла в отборочных матчах Кубка африканских наций в 2004 и 2008 годах. В 2021 году три игрока сборной Билал Хассан, Абубакар Элми и Насродин Аптидон запросили политическое убежище во Франции после разгромного поражения джибутийской сборной от Алжира со счётом 0:8. По состоянию на февраль 2025 года Джибути занимает 191 место в рейтинге ФИФА, а лучшей позицией команды в истории была 169 позиция в декабре 1994 года.
Юношеские и молодёжные сборные также никогда не проходили в основной этап Кубка африканских наций, однако в 2024 году сборная до 17 лет стала бронзовым призёром Арабского кубка в Катаре, обыграв в решающем матче хозяев в серии пенальти.

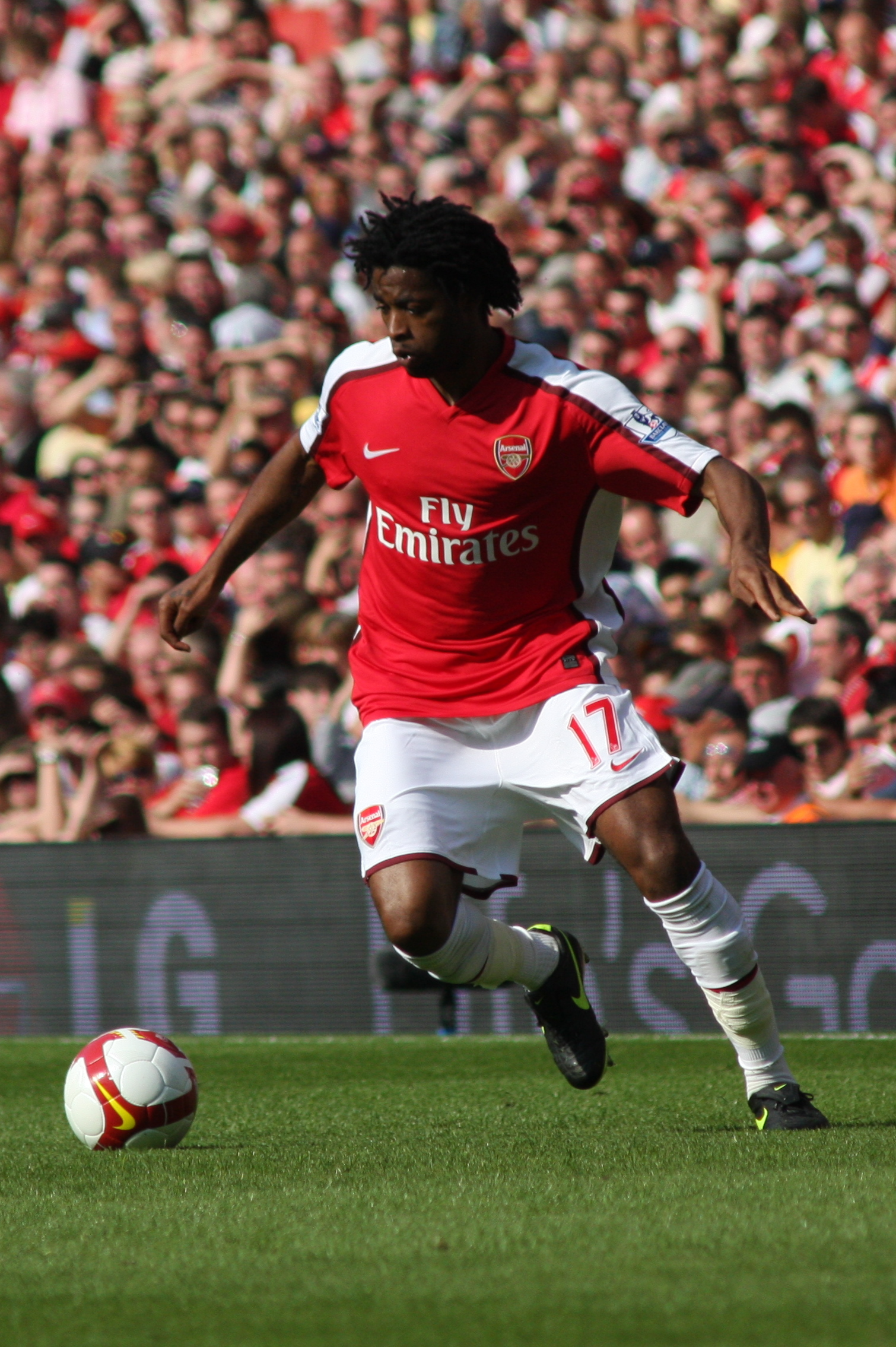
Алекс Сонг играл в чемпионате Джибути с 2020 по 2023 год

Экономические проблемы в стране привели к тому, что чемпион лиги «Сосьете Иммобилер» в 2008 году снялся с Клубного Кубка КЕСАФА. Лучшим результатом джибутийского клубного футбола является выход во второй раунд Кубка Конфедерации КАФ в сезоне 2023/24, когда «Арта-Солар7» смогла одолеть сомалийский «Хорсид», но затем уступила египетскому «Замалеку». Инвестиции президента Томми Тайоро в клуб позволили в 2020 году пригласить в команду камерунца Алекса Сонга, ранее выступавшего за лондонский «Арсенал» и «Барселону», а позднее и таких футболистов как Карлос Камени, Диафра Сако и Ален Траоре.
Наибольшее количество матчей за сборную Джибути сыграл Али Юсуф Фарада (36 игр). В высших лигах в Европе играли такие джибутийцы как Исмаил Хассан (Словакия, Румыния) и Варсама Хассан (Мальта). Всего по состоянию на 2012 год в стране насчитывалось более 36 тысяч футболистов.
В 2011 году был арестован президент Джибутийской федерации футбола Хусейн Фадул Дабар, однако причины задержания так и не были объявлены. Следующим президентом стал Сулеймана Вабери, которого в 2024 году власти арестовали и обвинили в отмывании денег и хищении государственных средств.
На территории Джибути находятся несколько лагерей беженцев из соседних стран. Лагерь Али Аддех, в котором находятся около 10 тысяч человек, в 2015 году посетил английский футболист Дэвид Бекхэм в качестве посла доброй воли ЮНИСЕФ и сыграл там в футбол с детьми, которых тренировал сомалиец Исса Али. В 2022 году в Джибути совместно с ФИФА была запущена программа «Футбол для школ» в рамках которой с детьми проводились теоретические и практические занятия по обучению игре в футбол.

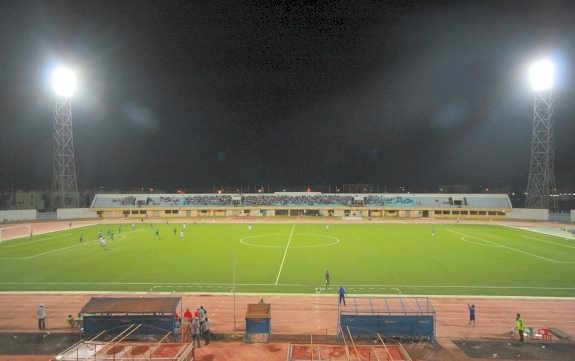
Стадион Эль-Хадж Хассан Гулед Аптидон

Единственной ареной в Джибути, где можно проводить матчи международного уровня, является стадион Эль-Хадж Хассан Гулед Аптидон, расположенный в столице и вмещающий 20 тысяч зрителей.

## Женский футбол
Женский футбол в Джибути сталкивается с характерными для всего африканского континента трудностями, связанными с гендерным неравенством, так как культурные традиции не поддерживают участие женщин в спорте. Дебют женской сборной Джибути состоялся в 2006 году в матче против Кении (0:7). После этого команда не играла в официальных матчах вплоть до 2022 года. Поскольку джибутийки не провели достаточного количества игр, страна не учитывается в подсчёте рейтинга ФИФА среди женщин.
Участниками розыгрыша чемпионата Джибути среди женщин в сезоне 2019/20 были 9 команд.

## Пляжный футбол
Сборная Джибути по пляжному футболу впервые появилась на международной арене в квалификации Кубка африканских наций 2015 года, где уступила Марокко (1:16). На Африканских пляжных играх 2019 года команда заняла последнее восьмое место. Чемпионат Джибути по пляжному футболу сезона 2018/19 состоял из 10 команд.